# Angelico Aprosio
Angelico Aprosio (Ventimiglia, 29 ottobre 1607 – 23 febbraio 1681) è stato un letterato, scrittore erudito italiano.
Nato Lodovico Aprosio mutò il nome in Angelico al momento della sua entrata nell'Ordine Agostiniano. Visse a Genova, Venezia e Treviso.

## Biografia

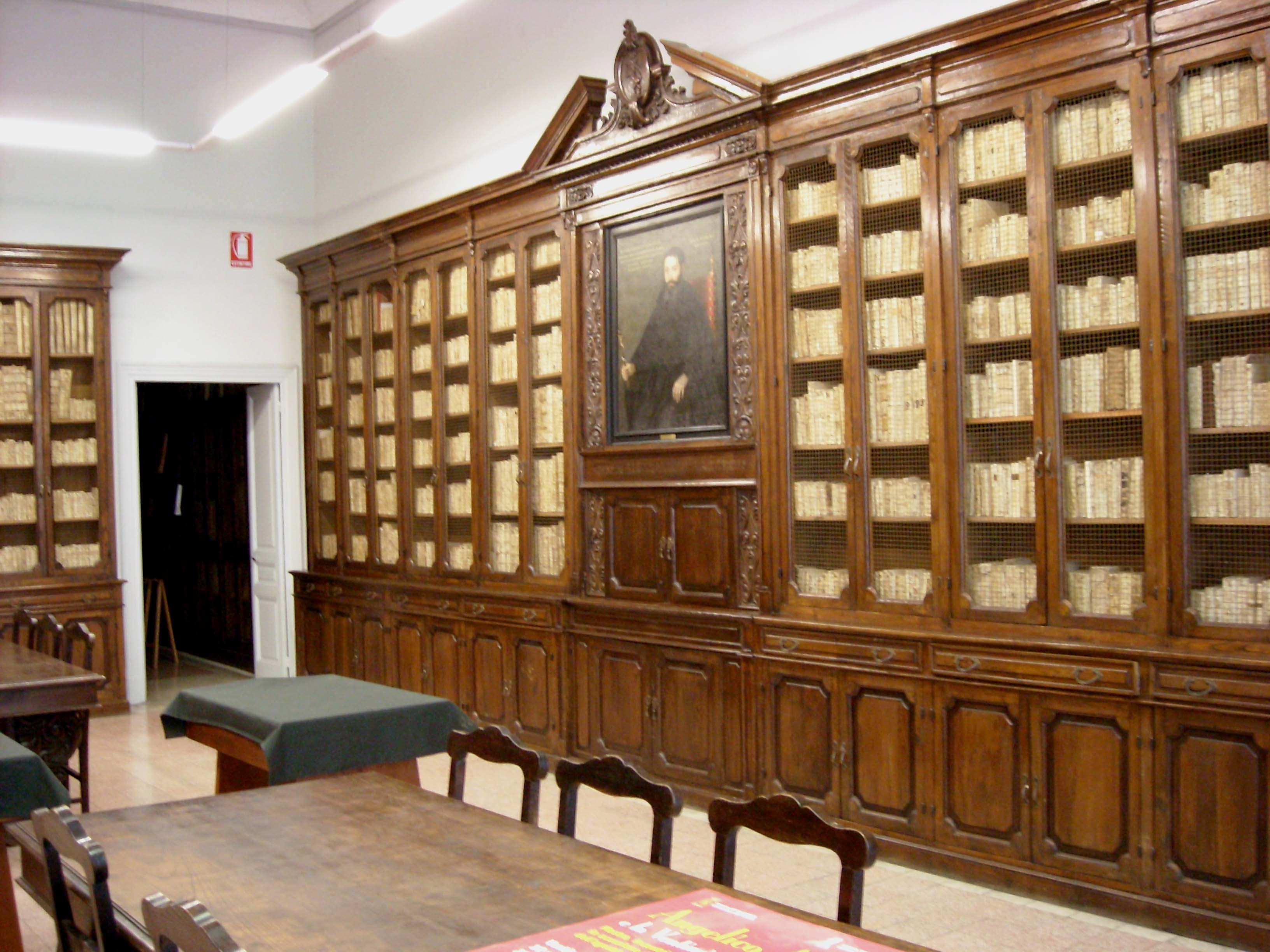
Fondo antico della Biblioteca Aprosiana

A quindici anni vestì l'abito di S. Agostino e fece a Genova il noviziato; indi fu per sei anni a Siena, e di questa dimora, al pari di quella in Venezia che durò sette anni, si ricordò poi sempre come di uno dei periodi più riposati e felici della sua vita di studioso, mentre a Monte San Savino, a Pisa, a Treviso, a Feltre, a Lesina in Dalmazia, a Milano, a Chioggia, a Bologna, non si fermò che poco, assillato com'era da una specie di malessere, d'irrequietezza, d'incontentabilità, che gli faceva venir presto in uggia paesi ed uomini.
Di questo suo moto perpetuo fu anche cagione il dover andare a predicar qua e là. Né ciò gli impedì d'attendere con ardore ai suoi studi, di appagare la sua passione o mania di bibliofilo e di raccoglitore, e di pubblicare molte curiose opere, erudite e capricciose a un tempo, come quelle in difesa dell'Adone contro Tommaso Stigliani; il Vaglio critico di Masoto Galistoni di Teramo, 1637; il Buratto di Carlo Galistoni, 1642; la Sferza poetica, 1643 e il Veratro di Sapricio Saprici, 1645; le Bellezze della Beliza 1644; le Vigilie del Capricorno, 1667; la Grillaia, 1668; la Biblioteca Aprosiana, 1673; la Visiera alzata, 1679.
Aprosio partecipò attivamente alla vita culturale dei vari stati italiani. A Genova instaurò cordiali rapporti col futuro doge Alessandro Spinola e frequentò l’Accademia degli Addormentati, a Venezia fu membro dell'Accademia degli Incogniti, riunita attorno a Giovan Francesco Loredan. Per tutta la vita costruì e mantenne in essere un reticolato fittissimo di conoscenze alimentato dallo scambio epistolare di cui è rimasta testimonianza nei quarantasei volumi di lettere pervenutegli e che, da buon bibliotecario, conservò gelosamente. La sua partecipazione a numerose Accademie favorì le più ampie conoscenze in ambito culturale; i suoi soggiorni in molte città italiane gli avevano dato la possibilità di conoscere personalmente prima, di mantenersi in contatto epistolare poi, con eruditi delle varie culture regionali.
Dopo aver peregrinato nei principali centri culturali italiani, ottenne licenza di sistemare la sua biblioteca nella città natale, nel Convento Agostiniano di Ventimiglia (oggi parte bassa della città), e fondò, nel 1648, la Biblioteca Aprosiana, prima biblioteca pubblica della Liguria ed una delle prime in Italia.
Alla sua morte, la raccolta comprendeva circa 10 000 volumi (incunaboli, codici manoscritti), ancora oggi accessibili a studiosi e amanti della cultura nella sala del Fondo antico. Originariamente situato nei locali del convento degli agostiniani, nella città bassa, attualmente esso (la "Libraria") è collocato nell'ex Teatro civico in via Garibaldi nella città alta; gli uffici amministrativi e il fondo moderno della biblioteca civica sono invece di recente tornati presso il restaurato chiostro degli agostiniani, in via Cavour, n. 61.

## Opere maggiori

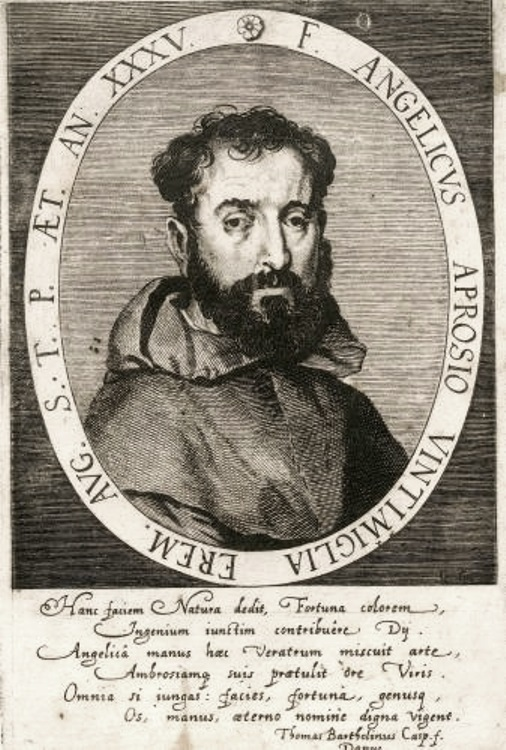
Incisione con il ritratto di Angelico Aprosio da Le glorie de gl'Incogniti, data alle stampe a Venezia nel 1647

Gli scritti più celebrati dell'Aprosio sono la Biblioteca Aprosiana e la Visiera alzata. Nella prima, oltre a molte e minute notizie sull'Autore, sono registrati in ordine alfabetico i nomi di tutti coloro che gli donarono libri, col titolo delle opere donate e notizie degli scrittori. L'opera fu molto ricercata dai bibliofili di tutta Europa; il teologo ed orientalista tedesco Johann Christoph Wolf (1683-1739) la ripubblicò in latino con alcune modifiche ad Amburgo (Adam Vandenhoeck, 1734). L'originale italiano, edito a Bologna nel 1673 con un'antiporta di soggetto bibliotecario disegnata da Domenico Piola e incisa da Gio. Mattia Striglioni, fu pubblicato con lo pseudonimo Cornelio Aspasio Antivigilmi. Il volume abbraccia solo le prime tre lettere dell'alfabeto, ma sappiamo dal Dispaccio istorico curioso ed erudito del p. Bastiano Gandolfi che l'autore era arrivato fino alla lettera N. La Biblioteca «preannuncia la critica letteraria moderna. Senonchè l'Aprosio è figlio del secol suo e riguardiamo l'opera o sotto la veste accademica, vanamente erudita o sotto quella allegorico-satirica, noi ci troveremo sempre innanzi un'erudizione formidabile, ma soffocante, sproporzionata, affastellata, sovente e più spesso alla brava, senza un metodo certo». Nella Visiera alzata e nell'appendice  (Pentecoste d'altri scrittori) si svelano i veri nomi di 150 autori che scrissero opere anonime o sotto pseudonimo. L'Aprosio la inviò all'amico Antonio Magliabechi, che ne curò la stampa a Parma nel 1689, facendone tirare un numero limitato di copie, per cui è più rara della Biblioteca. Vincenzo Placcio la tradusse in latino nel suo Theatrum anonymorum et pseudonymorum.

## Corrispondenza
Per cinquant’anni, tra il 1630 e l’anno della morte, intrattennero rapporti epistolari col Ventimiglia oltre cinquecento personaggi italiani e stranieri. Aprosio fu in contatto con molti dei principali intellettuali dell'età barocca, come Gabriel Naudé, Peter Lambeck, Francesco Redi, Carlo Roberto Dati e Scipione Errico. « La fama e le lettere dell’Aprosio varcarono i confini nazionali e fra i suoi corrispondenti troviamo spagnoli come Nicolás Antonio, Juan Caramuel, Perez de Castro, francesi come il Bacoué e il Godeau e numerosi tedeschi, olandesi e danesi quali il Gronow, lo Stenon, il Vesling, lo Schoppe e l’erudito e scienziato Thomas Bartholin con i suoi figli. » Dalla lettura della Sferza poetica del 1643 si apprende che Aprosio entrò in contatto anche con l’erudito danese Ole Worm, grazie ai servigi del medico-letterato danese Thomas Bartholin, giovane studente di anatomia all'Università di Padova. Alla Biblioteca universitaria di Genova si conservano tredici lettere di Bartholin ad Aprosio, datate a partire dal 1642.

## Opere
Angelico Aprosio ha scritto sotto pseudonimo:
- Il Vaglio critico di Masoto Galistoni da Terama sopra il Mondo Nuovo del cav. Tomaso Stigliani da Matera, Rostock, 1637 (Angelico Aprosio usa lo pseudonimo Masoto Galistoni da Teramo. Il libro è stato pubblicato a Treviso e non a Rostock).
- Il Buratto. Replica di Carlo Galistoni al Molino del signor Stigliani, Venezia, 1642.
- L'Occhiale Stritolato di Scipio Glareano, per risposta al signor cavaliere Tomaso Stigliani, Venezia, 1641 (Angelico Aprosio usa lo pseudonimo Scipione Glareano).
- La Sferza poetica, di Sapricio Saprici, lo scantonato accademico eteroclito. Per risposta alla prima censura dell'Adone del cavaliere Marino, fatta dal cavalier Tomaso Stigliani, Venezia, 1643.
- Del Veratro, apologia di Sapricio Saprici, per risposta alla seconda censura dell'Adone del cavalier Marino, fatta dal cavalier Tomaso Stigliani, parte prima, Venezia, 1645, parte seconda, Venezia, 1647, ultima opera scritta da Angelico Aprosio contro Tommaso Stigliani.
- Annotazioni di Oldauro Scioppio all'arte degli amanti dell'ill. signor Pietro Michiele nobile veneto, Venezia, 1642. Angelico Aprosio scrive con lo pseudonimo Oldauro Scioppio.
- Sermoni di tutte le Domeniche, e Festività de' Santi, che occorrono nell'Avvento del Signore fino alla Purificazione della Vergine, disposti in varie risoluzioni morali, per Opera del P. Agostino Osorio Provinciale ne' Regni della Corona di Aragona, trasportati della Spagnola nell'Italiana favella da Oldauro Scioppio, Venezia, 1643.
- Lo Scudo di Rinaldo, o vero lo specchio del disinganno, opera di Scipio Glareano, Venezia, 1642.
- Le Bellezze della Belisa, tragedia dell'Ill. signor D. Antonio Muscettola, abbozzate da Oldauro Scioppio, Accademico Incognito e Geniale, Lovano, 1664.
- Angelico Aprosio, Della Patria d'A. Persio Flacco Dissertatione di Lodovico Aprosio Accademico Incognito di Venetia, geniale di Codogno, apatista di Firenze, ed Animoso di Gubbio ... Cavata dal libro primo delle Hore Pomeridiane del medesimo, Genova, per Pietro Giouanni Calenzani, 1664. URL consultato l'11 giugno 2019.
- Angelico Aprosio, Le Vigilie del Capricorno, note tumultuarie di Paolo Genari di Scio, Accademico Incognito di Venetia, alle epistole eroiche, poesie dell'eruditissimo signor Lorenzo Crasso, avvocato napolitano, Venezia, per Combi & la Nou, 1667. URL consultato il 15 marzo 2021.
- Angelico Aprosio, La Grillaia, curiosità erudite di Scipio Glareano, Napoli, per Nouello de Bonis, ad istanzia di Adriano Scultore all'insegna di S. Marco, 1668. URL consultato l'11 giugno 2019. Riedita a Bologna nel 1673 per i torchi di Giovanni Recaldini. L'opera è strutturata in cinquanta «grilli», ovvero cicalate o quesiti eruditi ai quali «l'Aprosio risponde cucendo abilmente brani dei più vari autori, alternando [...] prosa e poesia per rendere più gradevole la lettura».[12]
- Angelico Aprosio, La Biblioteca Aprosiana. Passatempo Autunnale di Cornelio Aspasio Antivigilmi trà Vagabondi di Tabbia detto l'Aggirato, Bologna, Manolessi, 1673. URL consultato l'11 giugno 2019.
- (LA) Angelico Aprosio, Bibliotheca Aprosiana: liber rarissimus, et a nonnullis inter ἀνεκδότους numeratus, jam ex lingua Italica in Latinam conversus. Præmisit præfationem notasque nonnullas addidit I.C. Wolfius, Hamburgi, literis Abrami Vandenhoeck, 1734. URL consultato l'11 giugno 2019.
- La Visieria alzata ; Hecatoste di Scrittori che vaghi d'andare in maschera, fuor del tempo di carnavale, sono scoperti da Giovanne Pietro Giacomo Villani, Senese, accademico humorista, infecondo & geniale. Passatempo canicolare inviato all'ill. signor Antonio Magliabechi, Parma, 1689. Il libro elenca un centinaio di scrittori che hanno stampato libri sotto pseudonimi, principalmente in Italia. Fu pubblicata postuma.
- Pentecoste d'altri scrittori, che andando in Maschera fuor del tempo di carnevale, sono scoperti. È il seguito dell'opera precedente. Sono aggiunti cinquanta nuovi autori.